# Со Зейн
Со Зейн (бірм. စောဇိတ်, монська သၟိၚ်စဴဇိပ်; 19 травня 1303 — 1330) — 4-й володар монської держави Гантаваді у 1323—1330 роках. Відомий також як Бінья Ранде (бірм. ဗညား ရံဒယ်).

## Життєпис
Молодший син Мін Бали, намісника М'яунгм'ї, та Нін У Яїнга (сестри Вареру, царя Гантаваді). Народився 1303 року. 1311 року батько повалив правителя Бінья Хона, поставивши на трон старшого брата Со Зейна — Со О. Невдовзі Зейн одружився зі своєю стриєчною сестрою, принцесою Сандою Мін Хла. 1323 року після смерті старшого брата перебрав владу в державі, оскільки його небожеві Со Е було лише 10 років.
Після свого вступу на трон призначив Санду Мін Хла своєю головною дружиною, але оженився також на невістці Май Хнін Хтапі. Але стикнувся з повстанням васалів в Пегу та гирлі Іраваді. Втім володар швидко відновив владу в Пегу й Дагоні, потім підкорив міста Далу і Ватанау. Його наступною метою стала дельта Іраваді. Але перед походом заснував тимчасову столицю на північ від Пегу та багато полював на слонів, що зібрати потужний загін. З новою силою Со Зейн змусив володарів М'яунгм'я та Басейна підкоритися.
Але поки воював, його васали на східному узбережжі в Тенасерімі також повстали. Володар відправив військо на чолі з генералом Бон-Іном, щоб повернути узбережжя. Армія знову підкорила Тавой, але була відкинута від Тенасеріма, який підтримав Нгуанамтхом, правитель Сукхотай. Со Зейн вимушен був укласти перемир'я з останнім, який знову оголосив про зверхність над Гантаваді, надави Со Зейну титул бінья ранде.
За цим Со Зейн спробував захопити місто П'ї у держави Пінья. Він послав значні війська на чолі зі своїм небожем Со Е П'ятхатом, але той зазнав поразки і загинув. 1328 року військо Сукхотай знову атакувало Гантаваді, захопивши місто Тавой. Со Зейн відправив військо з іншим небожем Со Е відвоювати Тавой, але кампанія була невдалою. Со Зейн звинуватив у невдачі Со Е, запроторивши того до в'язниці.
У квітні або травні 1330 року правитель Гантаваді був убитий внаслідок заколоту одним із його довірених військовиків Зейн Пуна. Хроніка свідчить, що Пун запросив Со Зейна на церемонію новосілля в нову резиденцію Пуна та наказав своїм людям убити того, коли він увійшов до будинку. Зейн Пун захопив трон.